# Petrus von Mascow

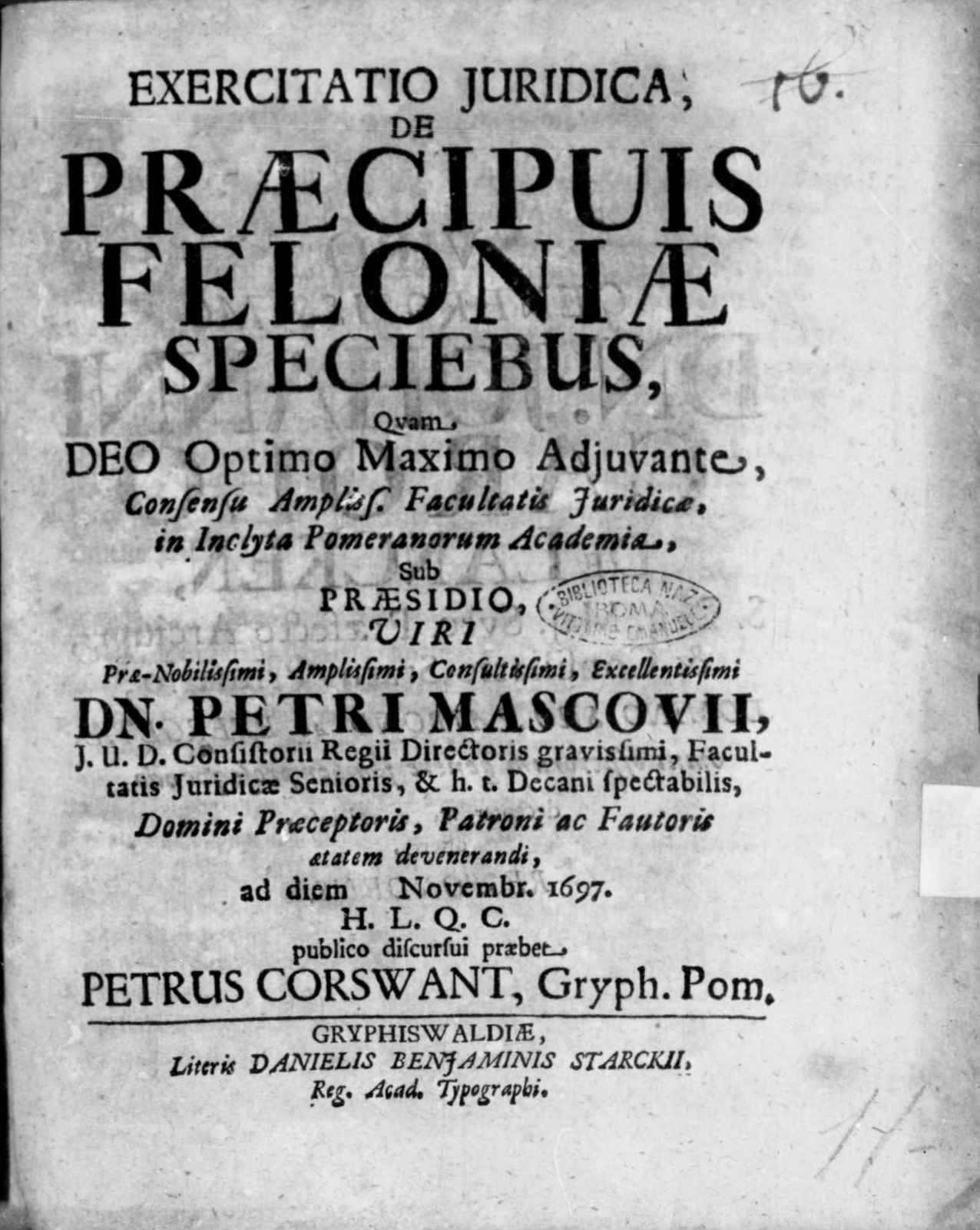
De praecipuis feloniae speciebus, 1697

Petrus von Mascow (Greifswald, 24 febbraio 1634 – Greifswald, 18 novembre 1719) è stato un giurista tedesco.

## Biografia
Peter von Mascow nacque nel 1634, figlio del professore di Greifswald Georg von Mascow e di Elisabeth Corswant. Dopo avere seguito lezioni private in casa, dal 1651 frequentò il Pädagogium di Stettino, dove ebbe tra i suoi docenti Johannes Micraelius e Jakob Fabricius. Nel 1653 studiò filosofia e diritto a Rostock. A Greifswald proseguì gli studi con Joachim Völschow, Johann Pommeresche e Petrus Stephani.
Dal 1660 Mascow intraprese un viaggio d'istruzione di quattro anni in Olanda, Brabante e Renania. 
Al ritorno, conseguì il dottorato in giurisprudenza nel 1665 e fu nominato professore associato presso la facoltà di giurisprudenza dell'Università di Greifswald. 
Nel 1666 Mascow sposò Maria Rhaw, figlia del professor Balthasar Rhaw. 
Nel 1668 fu nominato professore ordinario. Mascow divenne assistente al Concistoro di Greifswald, assumendone la direzione nel 1696. Fu eletto rettore dell'università per quattro volte. 
Suo figlio Georg Balthasar von Mascow (1666 o 1668 - 1731) fu a sua volta professore a Greifswald.

## Opere
- (LA) De praecipuis feloniae speciebus, Greifswald, Daniel Benjamin Starck, 1697.